# Hypopygus lepturus
Hypopygus lepturus är en fiskart som beskrevs av Jacobus Johannes Hoedeman 1962. Hypopygus lepturus ingår i släktet Hypopygus och familjen Hypopomidae. Inga underarter finns listade i Catalogue of Life.